# Thiania subserena
Thiania subserena es una especie de araña saltarina del género Thiania, familia Salticidae. Fue descrita científicamente por Simon en 1901.
Habita en Malasia.